# Weberwiese (métro de Berlin)
Weberwiese est une station de la ligne 5 du métro de Berlin. Elle est située sous la Karl-Marx-Allee, légèrement au nord de la place Weberwiese, dans le quartier de Friedrichshain à Berlin en Allemagne.

## Situation sur le réseau

Plan du métro.

La station Strausberger Platz de la ligne 5 du métro de Berlin, est située entre la station Strausberger Platz à l'ouest, en direction du terminus Hauptbahnhof, et la station Frankfurter Tor à l'est, en direction du terminus Hönow.
Elle dispose d'un quai central encadré par les deux voies de la ligne.

## Histoire
La station, alors dénommée Memeler Straße (en référence au nom allemand de la ville lituanienne de Klaipėda), due à l'architecte suédois Alfred Grenander, est mise en service le 21 décembre 1930, lors de l'ouverture à l'exploitation de la ligne E entre Alexanderplatz et Friedrichsfelde.
Bien que la station Frankfurter Tor se situe plus à l'est, la porte de Francfort sur le mur de douane et d'accise de Berlin se trouvait à l'époque au même endroit que la station actuelle Weberwiese.
Le 25 février 1945, la station est entièrement détruite pendant une frappe aérienne alliée dans laquelle 200 personnes trouvent la mort.
En 1950, sous le régime de Berlin-est, la station s'appelle Marchlewskistraße, du nom de Julian Marchlewski, l'un des fondateurs du Parti socialiste polonais. Après la réunification berlinoise en 1992, la station prend son nom actuel. Une rénovation de la station a eu lieu en 2003, lui donnant sa couleur jaune caractéristique.

## Services aux voyageurs

### Accès et accueil
La station possède quatre accès et est équipée d'ascenseurs.

### Desserte
Weberwiese est desservie par les rames circulant sur la ligne 5 du métro.

Installations et desserte
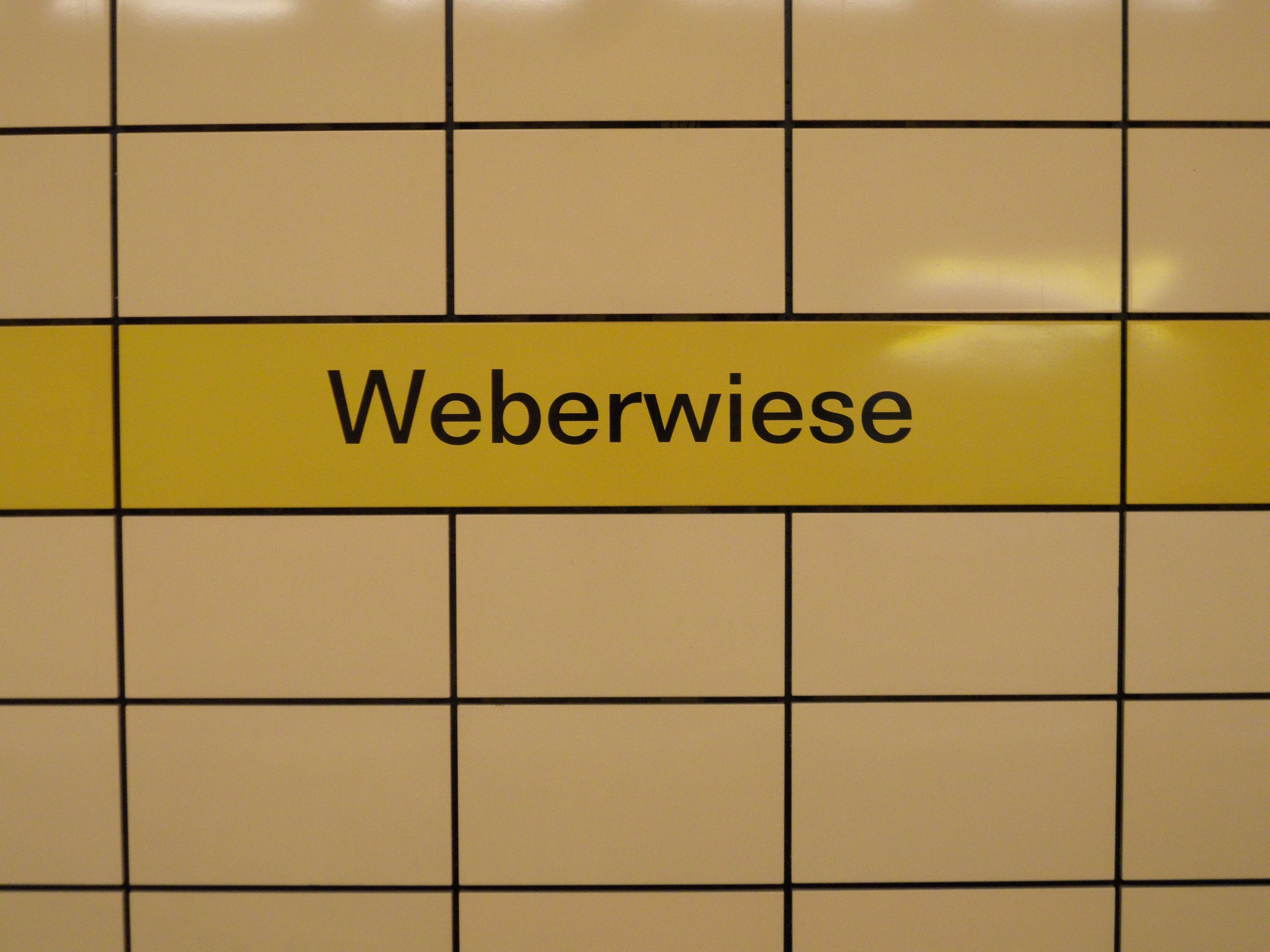
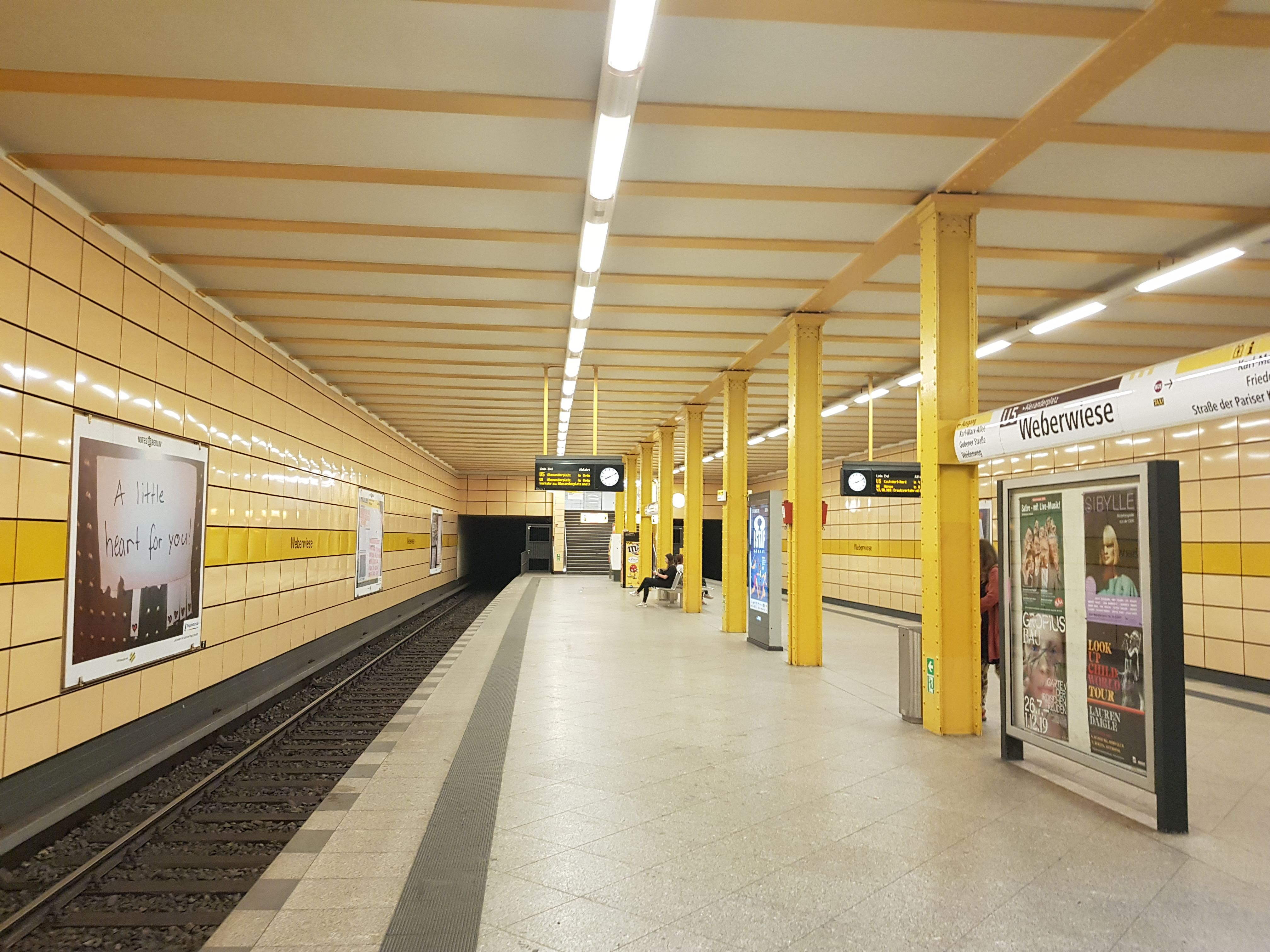
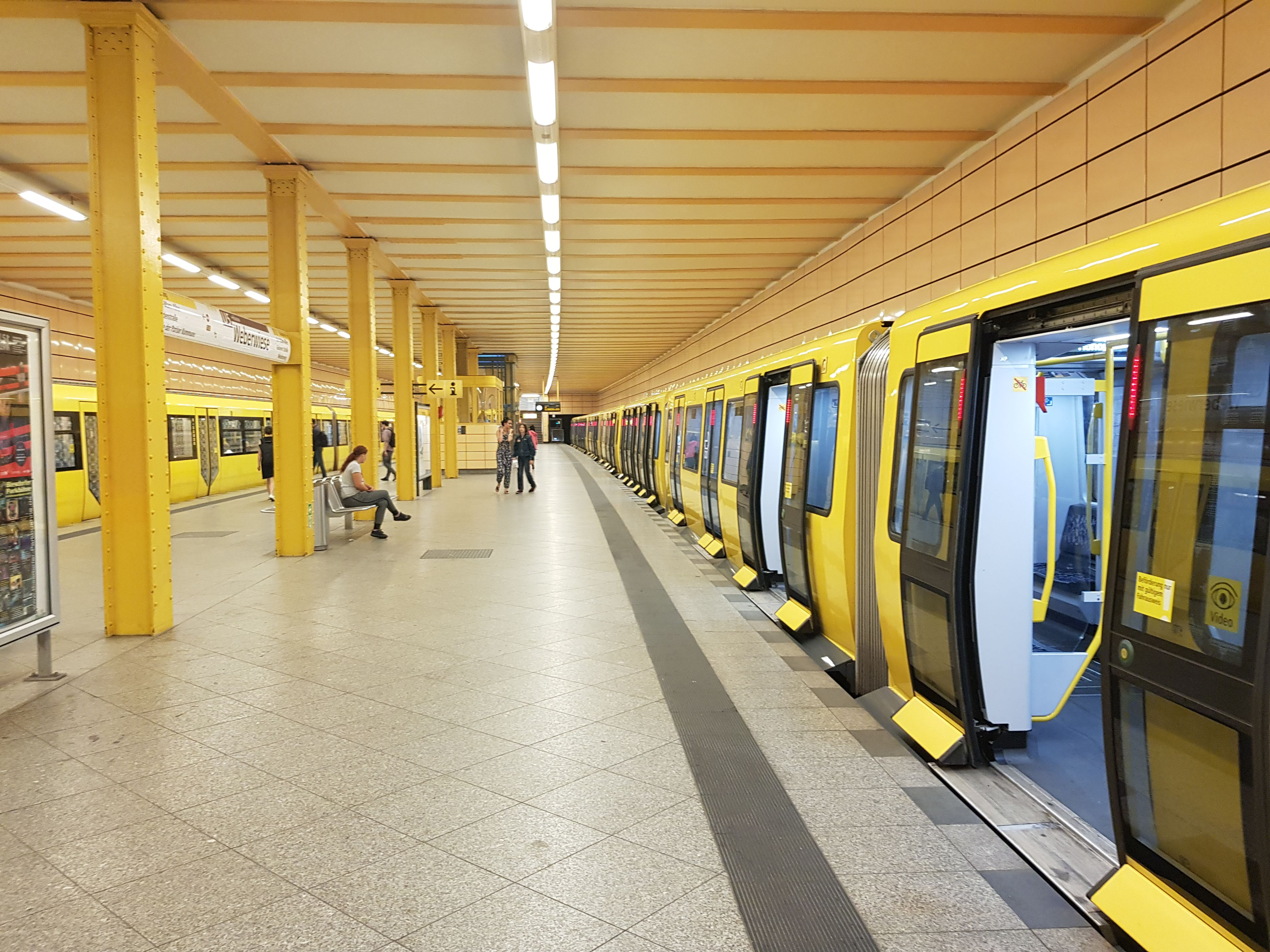

### Intermodalité
La station est en correspondance avec la ligne d'autobus no 347 de la BVG.